# Iugoslávia nos Jogos Olímpicos de Verão de 1932
Apenas um atleta  do Reino da Iugoslávia competiu nos Jogos Olímpicos de Verão de 1932 em Los Angeles, Estados Unidos. A Iugoslávia esteve na lista de participantes graças a Veljko Narančić, que cobriu suas próprias despesas de viagem para os EUA e competiu no lançamento de disco.